# オヴィデュ・コジョカル
オヴィデュ・コジョカル（Ovidiu Cojocaru、1996年11月19日 - ）は、スーペルリーガ、CSMシュティインツァ・バヤ・マーレに所属するラグビーユニオン選手。

## プロフィール
- ルーマニア・パシュカニ出身[1]。
- ポジションはフッカー(HO)。
- 身長 178cm、体重 105kg
- ルーマニア代表キャップは36（2024年12月現在）でラグビーワールドカップ2023のルーマニア代表に選ばれた[2]。

## 略歴
CSクレオパトラ・ママヤを経て、2023年、CSMシュティインツァ・バヤ・マーレに加入。